# Basileuterus culicivorus
A Basileuterus culicivorus a madarak osztályának verébalakúak (Passeriformes) rendjébe és az újvilági poszátafélék (Parulidae) családjába tartozó faj.

## Rendszerezése
A fajt William John Swainson német ornitológus írta le 1830-ban, a Sylvia nembe Sylvia culicivora néven.

## Alfajai
- Basileuterus culicivorus auricapilla (Swainson, 1838)
- Basileuterus culicivorus austerus J. T. Zimmer, 1949
- Basileuterus culicivorus azarae J. T. Zimmer, 1949
- Basileuterus culicivorus brasierii (Giraud Jr, 1841)
- Basileuterus culicivorus cabanisi'1 von Berlepsch, 1879
- Basileuterus culicivorus culicivorus (Deppe, 1830)
- Basileuterus culicivorus flavescens Ridgway, 1902
- Basileuterus culicivorus godmani von Berlepsch, 1888
- Basileuterus culicivorus hypoleucus Bonaparte, 1850
- Basileuterus culicivorus indignus Todd, 1916
- Basileuterus culicivorus occultus J. T. Zimmer, 1949
- Basileuterus culicivorus olivascens Chapman, 1893
- Basileuterus culicivorus segrex J. T. Zimmer & Phelps, 1949
- Basileuterus culicivorus viridescens Todd, 1913[2]

## Előfordulása
Mexikó, Belize, Costa Rica, Guatemala, Honduras, Nicaragua, Panama és Salvador területén honos. Elterjedési területe ellentmondásos, egyes honlapok szerint Dél-Amerikában is honos.
Természetes élőhelyei a szubtrópusi és trópusi száraz erdők, síkvidéki és hegyi esőerdők, valamint ültetvények.

## Megjelenése
Átlagos testhossza 12 centiméter.
|  |

## Természetvédelmi helyzete
Az elterjedési területe rendkívül nagy, egyedszáma ismeretlen. A Természetvédelmi Világszövetség Vörös listáján nem fenyegetett fajként szerepel.